# ألان سميث (لاعب كرة قدم بريطاني)
ألان سميث (بالإنجليزية: Alan Smith)‏ (15 أكتوبر 1921 في المملكة المتحدة - 27 مايو 2019) هو لاعب كرة قدم بريطاني في مركز الوسط. لعب مع نادي أرسنال ونادي برينتفورد ونادي ليتون أورينت وأشفورد يونايتد ‏.

## وصلات خارجية
- أَلاَن سميث على موقع قاعدة بيانات كرة القدم.إي يو (الإنجليزية)